# Comuna Cervona Poleana, Dobrovelîcikivka
Cervona Poleana (în ucraineană Червона Поляна) este o comună în raionul Dobrovelîcikivka, regiunea Kirovohrad, Ucraina, formată din satele Cervona Poleana (reședința), Iakîmivka și Mîkilske.

## Demografie
Componența lingvistică a comunei Cervona Poleana
     Ucraineană (93,92%)
     Rusă (5,3%)
     Alte limbi (0,65%)
Conform recensământului din 2001, majoritatea populației comunei Cervona Poleana era vorbitoare de ucraineană (93,92%), existând în minoritate și vorbitori de rusă (5,3%).